# Oobius anomalus
Oobius anomalus is een vliesvleugelig insect uit de familie Encyrtidae. De wetenschappelijke naam is voor het eerst geldig gepubliceerd in 1989 door Guerrieri, Garonna & Viggiani.